# Tavi - ånden der steg op fra havet
|  | Denne artikel er oprettet af botten PalnaBot ud fra en ekstern database. Den kan derfor have sproglige fejl eller mangler. Denne skabelon kan fjernes efter kontrol af indholdet. |

Tavi - ånden der steg op fra havet er en film instrueret af Leif Møller.

## Handling
Med filmmanden og forfatteren Jørgen Leth som formidler skaber filmen et dokumentarisk portræt af den nu afdøde danske ingeniør Preben Vigo Heinrich von Kauffmann, der i årene efter Anden Verdenskrig fravalgte et liv med uanede karrieremuligheder til fordel for et 40 år langt asketisk liv som vismanden Tavi på Tonga - et fjernt, solbeskinnet miniputkongerige i Stillehavet. Med udgangspunkt i Tavis efterladte breve, fotos og dagbøger samt 16mm arkivmateriale fra Tonga afsøger filmen universelle begreber som frihed, kærlighed, lykke og kunsten at skabe sig det liv, man drømmer om. Det er historien om en unik og fantastisk skæbne, der både inspirerer og er helt elementært underholdende.